# Charles Morgan (Politiker, 1828)

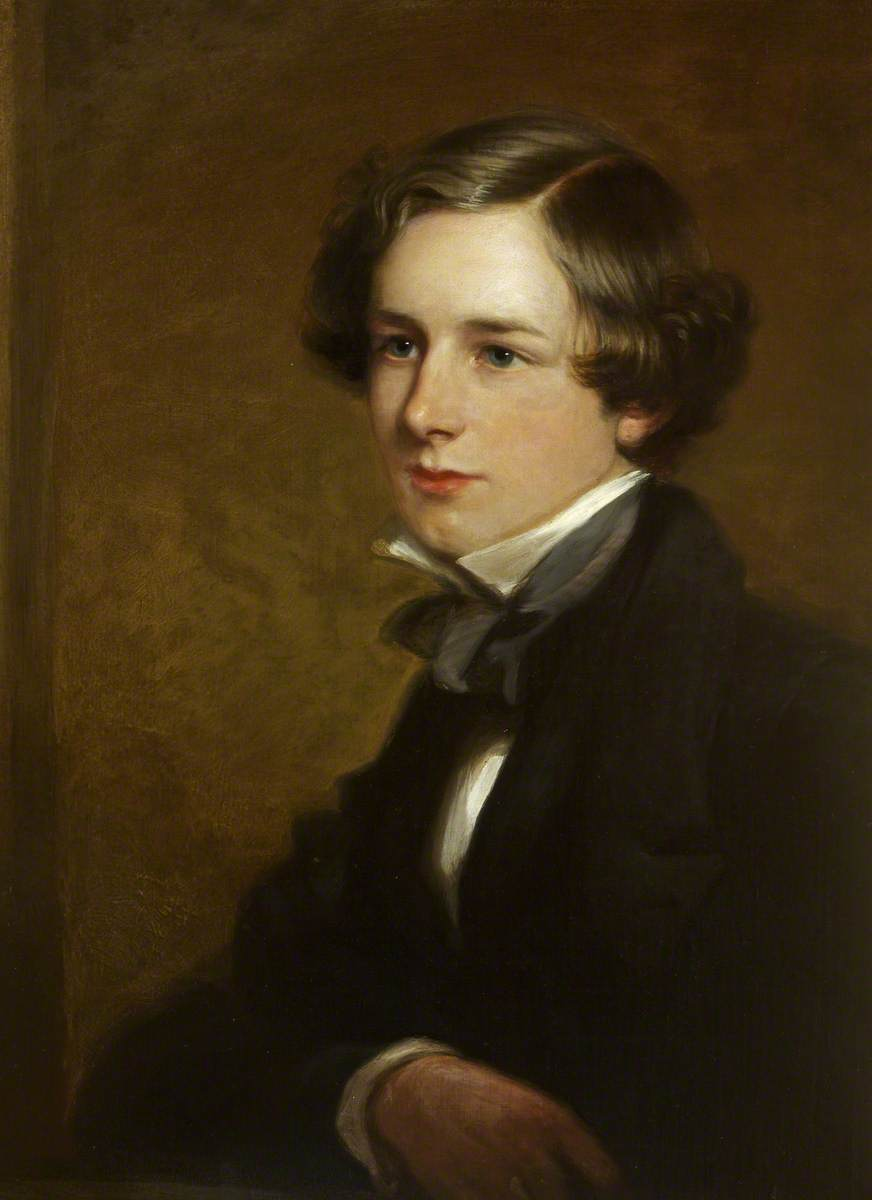
Charles Morgan, nach einem vor 1854 entstandenen Gemälde

Charles Rodney Morgan (* 2. Dezember 1828; † 14. Januar 1854) war ein britischer Politiker, der einmal als Abgeordneter für das House of Commons gewählt wurde.
Charles Morgan entstammte der Familie Morgan, einer walisischen Familie der Gentry. Er war der älteste Sohn von Charles Morgan und dessen Frau Rosamund Mundy. Morgan trat als Offiziersanwärter in die British Army ein und diente bei den Coldstream Guards. Bei der Unterhauswahl 1852 wurde er als Kandidat der Conservative Party für Brecon gewählt. Sein früher Tod verhinderte seine weitere Karriere. Da er unverheiratet starb, wurde sein jüngerer Bruder Godfrey Erbe seines Vaters.